# 化学钟
化学钟（英語：Chemical clock），又称秒表反应或化学振荡，是指远离平衡态的化学反应体系，在开放条件下并不趋向稳定，而是围绕稳态以时间为横坐标，中间物浓度出现有节律的极大值或极小值，而且时间有序。
要发生持续的化学振荡，除了远离平衡态和开放体系两个条件外，在体系中必存在自催化或反馈型的反应。此外体系还必须具有双稳态性，即可在两个稳态之间来回震荡。
化学振荡属非平衡态热力学，必然是耗散结构，在动力学上属非线性动力学，是化学混沌的一种现象。
研究化学振荡对于解释自组织及混沌科学的规律具有十分重要的作用。